# Nicolás Marambio Montt
Nicolás Marambio Montt (Freirina, 13 de junio de 1886- 28 de junio de 1936, Santiago) fue un abogado y político chileno, miembro del Partido Radical (PR). Fue diputado entre mayo y septiembre de 1924, más tarde, desde 1926 ejerció como senador por dos períodos consecutivos, hasta 1932. Reelecto senador en 1933, para el periodo 1933-1941. Entre 1934 y 1935 presidió el Senado. No pudo completar su periodo senatorial luego de su fallecimiento en 1936.

## Biografía

### Primeros años y familia
Nació en el antiguo mineral de San Juan (Quebradita), Freirina, el 13 de junio de 1886. Fue hijo de Tomás Marambio y, 
de la poeta y escritora Nicolasa Montt
Se casó con Amaranta Jaramillo Aguirre (n. 1890), quienes tuvieron cinco hijos: María, Hernán, Gustavo, Eliana y Fernando Javier.

### Estudios y vida laboral
Los estudios los realizó en el Liceo de La Serena, donde cursó las humanidades, desde 1900 a 1905; y con el título de bachiller ingresó al curso de Leyes en la Universidad del Estado. Juró como abogado el 28 de mayo de 1910, con la tesis Algunas consideraciones sobre el régimen legal de aguas.
Ejerció su profesión en La Serena, especializándose en Derecho Minero.
También colaboró en la prensa, con artículos de interés general.

## Trayectoria política y pública
Fue un destacado milltante del Partido Radical (PR), el que presidió en repetidas ocasiones a nivel provincial en La Serena y, como tal, dirigió las campañas electorales desde 1915, de la Agrupación Provincial en La Serena, Elqui y Coquimbo.
En 1915 resultó elegido regidor y luego primer alcalde de la Municipalidad de La Serena, en 1920. Quiso ensanchar el plano territorial de La Serena, trabajando por la pavimentación comunal, obra que consiguió solo en parte, por la escasez de recursos. Terminado su mandato edilicio, postuló a un escaño parlamentario en las  elecciones de 1924.

### Diputado (1924)
En las elecciones de 1924, resultó diputado por Copiapó, Chañaral, Freirina y Vallenar, para el periodo 1924-1927. Integró la Comisión Permanente de Elecciones; la de Presupuestos; y la de Instrucción Pública.
Sin embargo, el Congreso Nacional fue disuelto el 11 de septiembre del mismo año 1924, por decreto de la Junta de Gobierno, debiendo dejar la Cámara.

### Senador (1926-1932; 1933-1941)
En las elecciones de diciembre de 1925, resultó elegido senador, por la 2ª Agrupación Provincial de Atacama y Coquimbo, para el período 1926-1930.
Ejerció como senador reemplazante en la Comisión Permanente de Gobierno; e integró la Comisión Permanente de Constitución, Legislación y Justicia y de Reglamento; y la de Presupuestos.
En las elecciones de 1930 (Congreso Termal), fue reelecto senador, por la 2ª Agrupación Provincial de Atacama y Coquimbo, para el período 1930-1938. Integró la Comisión Permanente de Constitución, Legislación y Justicia y Reglamento, de la que fue su presidente. No pudo completar el período en el parlamento luego de la disolución del Congreso Nacional el 6 de junio de 1932.
Posteriormente, en las elecciones de octubre de 1932 fue nuevamente electo senador, por la 2ª Agrupación Provincial de Atacama y Coquimbo, por el período 1933-1941. Integró la Comisión Permanente de Constitución, Legislación y Justicia y Reglamento; y la de Higiene y Asistencia Pública.
Se desempeñó como Presidente del Senado desde el 22 de mayo de 1934 hasta el 31 de julio de 1935.
Falleció en junio de 1936, sin terminar su período senatorial. El 15 de septiembre de ese año, se incorporó en su reemplazo, José Manuel Ríos Arias (PL).